# یوسف‌آباد (خاتون‌آباد)
یوسف‌آباد یک آبادی از توابع بخش مرکزی، شهرستان شهربابک در استان کرمان ایران می‌باشد.

## جمعیت
این آبادی در دهستان خاتون‌آباد قرار دارد و براساس سرشماری مرکز آمار ایران در سال ۱۳۹۵، خالی از سکنه دائم بوده‌است.